# Saszhotep
| M8 | O34 · R4 | O49 |

| M8 | O34 · R4 | O49 |

| M8 | M17 | S29 | R4 · X1 · Q3 | X1 · O49 |

| M8 | M17 | S29 | R4 · X1 · Q3 | X1 · O49 |

| SA | A | s | R4 | O49 |

| SA | A | s | R4 | O49 |

Saszhotep (š3s-ḥtp) ókori egyiptomi település volt a mai Aszjút kormányzóság területén, as-Satb (شطب) település mellett. Görög nevén Hüpszelisz vagy Hüpszelé (Ύψηλή), kopt nevén ϣⲱⲧⲡ.

## Története
A települést először az első átmeneti korban említik. A középbirodalom idején a felső-egyiptomi 11. nomosz székhelye volt. Legfőbb isteneként Hnumot tisztelték, akit itt „Saszhotep ura”-ként ismertek. Nekropolisza a mai Rifa mellett található. A település romjait nem találták meg.
Egyiptom római korszakában, egészen megszűnéséig a település az antinoéi metropolita érsekség egyik püspöksége volt. 1933-ban címzetes püspökségként névlegesen visszaállították, Hypselis / Ipseli (Dioecesis Hypselitana) néven; utolsó püspöke, Jesús Serrano Pastor halála (1997) óta nem neveztek ki újabb püspököt.

## Fordítás
- Ez a szócikk részben vagy egészben  a   Hypselis című angol Wikipédia-szócikk ezen változatának fordításán alapul.  Az eredeti cikk szerkesztőit annak laptörténete sorolja fel. Ez a jelzés csupán a megfogalmazás eredetét és a szerzői jogokat jelzi, nem szolgál a cikkben szereplő információk forrásmegjelöléseként.